# Rianne Sigmond
Rianne Sigmond (Schiedam, 2 mei 1984) is een Nederlandse roeister. Ze vertegenwoordigde Nederland bij verschillende grote internationale wedstrijden.
Haar internationale doorbraak maakte ze in 2009 met een tweede plek bij de wereldbekerwedstrijden op het meer van Banyoles in Spanje. In 2012 plaatste Sigmond zich samen met clubgenote Maaike Head bij de olympisch kwalificatiewedstrijden in Luzern (Zwitserland) voor het roeien op de Olympische Zomerspelen 2012 in de categorie lichte dubbeltwee. In Londen behaalden ze de achtste plaats. In 2013 werd Sigmond in het Zuid-Koreaanse Chungju wereldkampioene op de lichte dubbelvier.
In 2013 werd zij genomineerd voor Sportvrouw van het jaar Rotterdam-Rijnmond.
Sigmond is aangesloten bij ARSR Skadi in Rotterdam en werkt als psycholoog. Haar hobby's zijn reizen en muziek.

## Palmares

### Lichte dubbeltwee
- 2009: 7e Wereldbeker I - 7.25,68
- 2009: 11e Wereldbeker III - 7.27,15
- 2009: 9e WK - 7.05,03
- 2010: 4e Wereldbeker I - 7.20,40
- 2010: 8e Wereldbeker III - 7.10,44
- 2010: 9e EK - 7.21,00
- 2010: 13e WK - 8.10,06
- 2011: 4e Wereldbeker I - 7.04,74
- 2011: 8e Wereldbeker III - 7.12,78
- 2011: 9e WK - 7.10,45
- 2012: 5e Wereldbeker I - 6.58,99
- 2012:  Olympische kwalificatie - 7.08,90
- 2012: 5e Wereldbeker III - 7.30,89
- 2012: 8e OS - 7.20,36

### Lichte dubbelvier
- 2013: Wereldkampioene lichte dubbelvier